# Populus jezoensis
Populus jezoensis är en videväxtart som beskrevs av Takenoshin Nakai. Populus jezoensis ingår i släktet popplar, och familjen videväxter. Inga underarter finns listade i Catalogue of Life.